# Patricia Mora Castellanos
Ana Patricia Mora Castellanos (San José, 13 de enero de 1951) es una socióloga, profesora universitaria y política costarricense. Cuenta con la Licenciatura Centroamericana de Sociología, así como la Maestría Centroamericana de Sociología.

## Biografía
Nació en San José, el 13 de enero de 1951. Fue Ministra de la Condición de la Mujer de Costa Rica en el período 2018-2020.
Fue presidenta del Comité Ejecutivo Nacional del Partido Frente Amplio y diputada por dicho partido, además de ser integrante de la Comisión Política y de la Comisión de Organización. Fue representante del Frente Amplio en el Foro de São Paulo. Viuda de José Merino del Río (destacado líder de la izquierda costarricense fallecido en 2012), e hija de Eduardo Mora Valverde, dirigente comunista. Es sobrina de Manuel Mora Valverde, fundador del Partido Comunista y uno de los padres de las Garantías Sociales de los años 1940. 
Militó en los partidos Vanguardia Popular, Fuerza Democrática y Partido del Pueblo Costarricense y participó en luchas sociales contra ALCOA, contra el Combo ICE y contra el TLC con Estados Unidos. Miembro fundadora del Frente Amplio al lado de su esposo fue su representante ante el Foro de São Paulo, miembro de la Comisión Política y del Comité Ejecutivo del Frente Amplio, por el cual fue elegida diputada en 2014.
Mora fue la secretaria de la comisión de la Asamblea Legislativa que investiga el escándalo político conocido como el «Cementazo», donde se cuestiona el préstamo de $31,5 millones por parte del Banco de Costa Rica al empresario constructor Juan Carlos Bolaños. El caso de presunto caso de tráfico de influencias involucraría a miembros de los tres Supremos Poderes (diputados, la Corte Suprema de Justicia y la Casa Presidencial).
Mora Castellanos es socióloga y profesora de Estudios Generales de la Universidad de Costa Rica. 

## Vida personal
Segunda esposa de José Merino del Río, fundador del Partido Frente Amplio, a quien desposó en 1977. También es madre de la cineasta Maricarmen Merino, y de la filósofa Dra. Alejandra Merino.